# Conrad Aiken

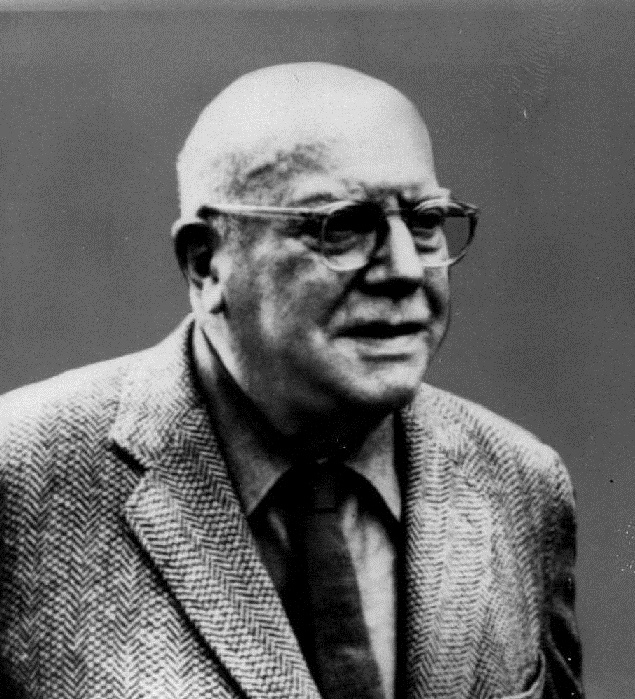
Conrad Aiken

Conrad Potter Aiken (Savannah, Georgia, 5 augustus 1889 – aldaar, 17 augustus 1973) was een Amerikaans schrijver en dichter. In 1929 kreeg hij de Pulitzerprijs voor poëzie.

## Leven en werk
Aiken werd geboren in een vooraanstaande familie die oorspronkelijk afkomstig was uit New England. Zijn vader was arts en chirurg. Toen Aiken elf jaar oud was werd zijn vader van de ene dag op de andere onvoorspelbaar en gewelddadig. Op 27 februari 1901 hoorde Aiken schoten en trof vervolgens het stoffelijk overschot van zijn ouders aan: zijn vader had eerst zijn moeder om het leven gebracht en daarna zichzelf.
Aiken kwam daarna onder de hoede van een oudtante in Massachusetts, werd geplaatst op een private school en studeerde uiteindelijk aan de Harvard-universiteit. Reeds tijdens zijn studententijd begon hij gedichten te schrijven, vooral onder invloed van zijn leraar filosofie George Santayana. Aiken streeft in zijn gedichten naar een grote ‘muzikaliteit’ en suggereert diverse psychologische betekenisniveaus. Invloeden zijn herkenbaar van Freud, maar bijvoorbeeld ook van Edgar Allan Poe. In 1929 kreeg Aiken voor zijn bundel Selected poems (1924) de Pulitzerprijs voor poëzie. 
Vanaf de jaren twintig schreef Aiken ook een groot aantal korte verhalen en romans. Van zijn romans is Blue Voyage (1927) opvallend vanwege de expliciete verwerking van freudiaanse theorieën. Aiken wordt gezien als een vertegenwoordiger van een gedesillusioneerde moderne tijd. Hij is een romanticus zonder hoop, een realist die de waarheid onder ogen wil zien, gewapend met psychologische theorieën. Hij typeert zijn missie in Preludes to definition (uit Collected Poems, 1953): het hoogste doel is volledige “self-awareness”, zelfs als die confrontaties met verschrikkingen met zich meebrengt.
Aiken schreef ook veel literaire kritieken en was ook actief als vertaler. Een belangrijke bron voor informatie over zijn leven en denken is zijn autobiografische roman Ushant (1952).
Aiken is de vader van fantasy-schrijfster Jane Aiken Hodge.

## Bibliografie

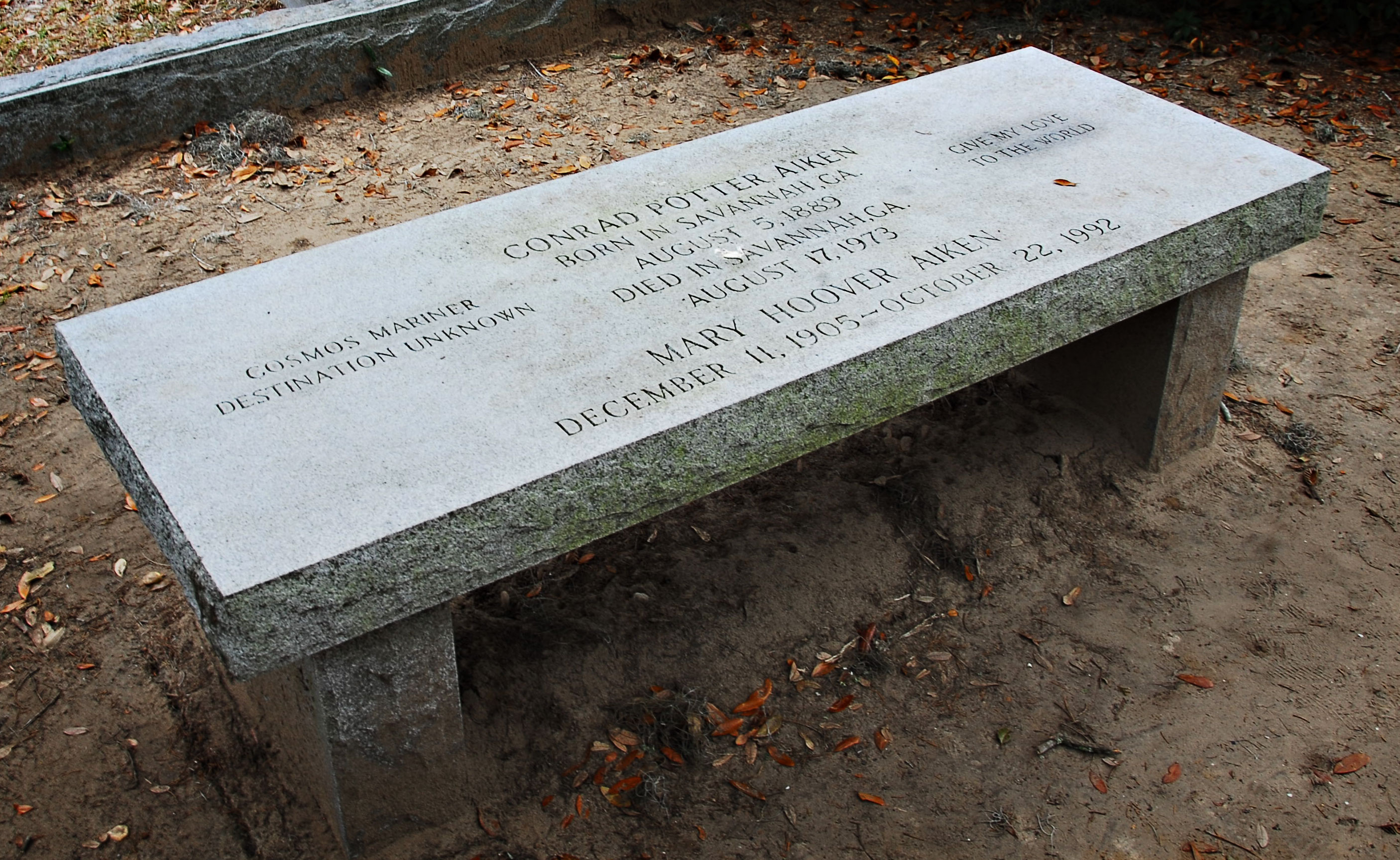
De grafsteen Aiken, in de vorm van een bank, speelt een rol in de bestseller Midnight in the Garden of Good and Evil van John Berendt